# Monheim (Schwaben)
Monheim település Németországban, azon belül Bajorországban. Lakosainak száma 5544 fő (2023. december 31.). Monheim Mörnsheim, Rögling, Tagmersheim, Daiting, Buchdorf, Kaisheim, Fünfstetten, Otting, Treuchtlingen és Langenaltheim községekkel határos.

## Népesség
A település népessége az elmúlt években az alábbi módon változott:
| Lakosok száma | 1264 | 1909 | 2557 | 4123 | 4940 | 4932 | 5006 | 5074 | 5341 | 5544 |
|               | 1875 | 1950 | 1975 | 1987 | 2012 | 2014 | 2016 | 2017 | 2021 | 2023 |